# Apengjiang
Apengjiang (kinesiska: 阿蓬江) är en köping i sydvästra Kina. Den ligger i stadsdistriktet Qianjiang i storstadsområdet Chongqing, omkring 210 kilometer öster om det centrala stadsdistriktet Yuzhong. Antalet invånare är 18 596. Befolkningen består av 9 253 kvinnor och 9 343 män. Barn under 15 år utgör 22,0 %, vuxna 15-64 år 61 %, och äldre över 65 år 15,0 %.